# Али ан-Насир
Али ан-Насир (Абу-л-Хасан Али ибн Хаммуд ан-Насир лидини-л-лах, араб. الناصر علي بن حمود‎, умер в 1018) — Халиф Кордовы (1016—1018), представитель династии Хаммудидов, представители которой считали, что их род происходит от пророка Мухаммада.

## Биография
Али ан-Насир в 1013 году был назначен халифом Сулейманом эмиром Сеуты. Через некоторое время, воспользовавшись анархией в халифате, он захватил соседний Танжер, затем вторгся на Пиренейский полуостров, где занял Альхесирас, Малагу, после чего двинул армию на Кордову и 1 июля 1016 года взял её. Халифа Сулеймана он сначала заключил в тюрьму, затем обезглавил. Став новым халифом Али ан-Насир вначале пользовался поддержкой населения, но затем его популярность резко упала и 22 марта 1018 года он был убит сторонниками Абд ар-Рахмана IV, захватившими Кордову.